# Chinesische Küche

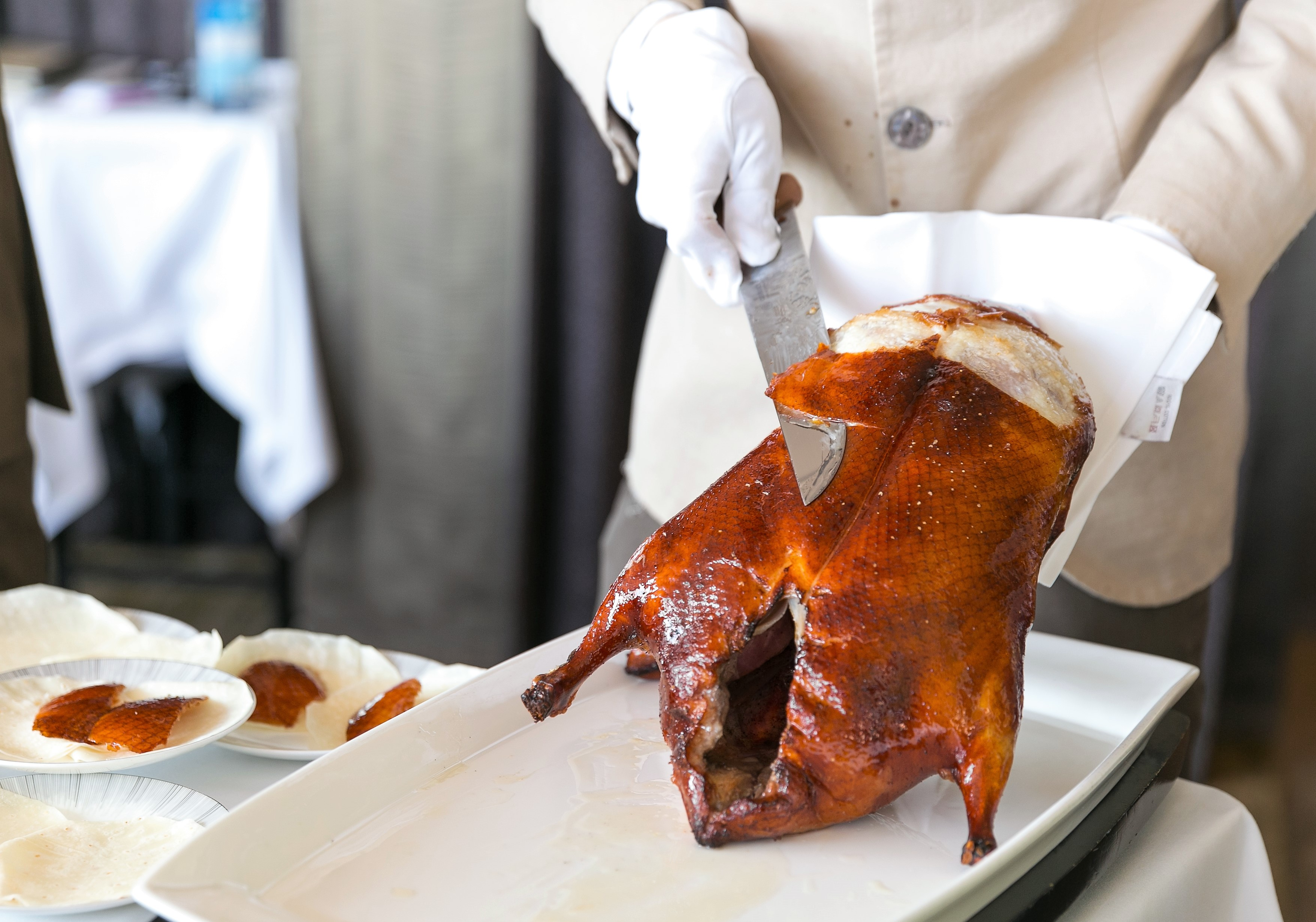
Tranchieren einer gebratenen Pekingente in einem Restaurant in Hongkong, am Tisch des Gastes

Die chinesische Küche (chinesisch 中國菜 / 中国菜, Pinyin zhōngguócài) umfasst diverse chinesische Regionalküchen, die teilweise sehr unterschiedlich ausgeprägt sind.

## Unterteilung

Die großen Regionalküchen Chinas

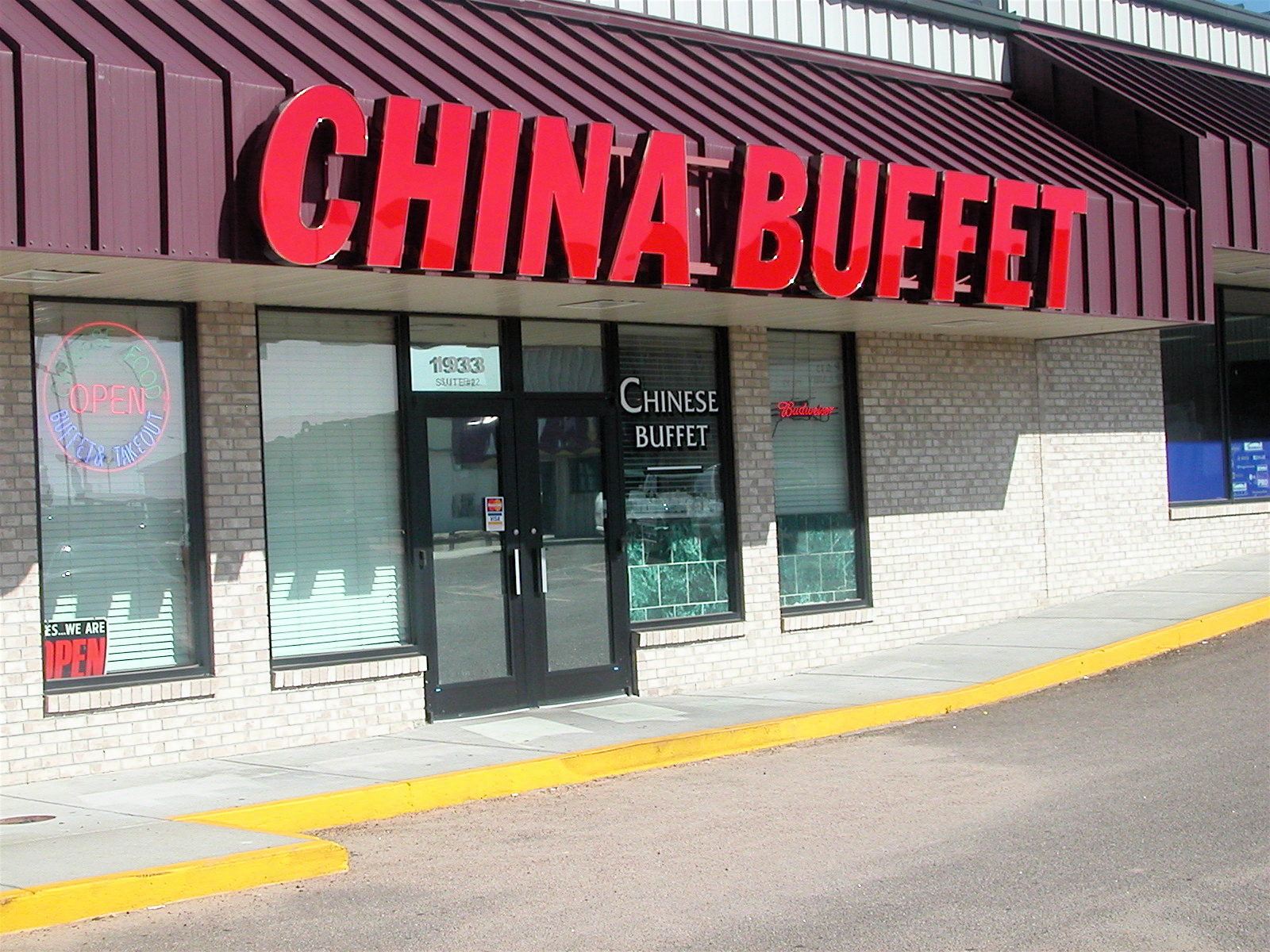
China buffet in den USA

Zu den acht wichtigsten regionalen Kochtraditionen, deren Gerichte chinaweit populär sind, gehören:
- Die würzige Chuan-Küche aus Sichuan
- Die scharfe Xiang-Küche aus Hunan
- Die kantonesische Yue-Küche, die für ihre Verwendung ungewöhnlicher Zutaten (z. B. Hundefleisch) bekannt ist
- Die Min-Küche aus Fujian
- Die nordostchinesische Lu-Küche
- Die ostchinesischen Küchen Hui, Zhe und Su

Weitere bekannte Küchen sind:
- Die Shanghai-Küche verwendet viel Fisch, Meeresfrüchte und süß-saure Würzsaucen
- Unter den chinesischen Regionalküchen weicht besonders die uigurische Xinjiang-Küche ab, weil in ihr Bratkartoffeln, Fleischspieße und Fladenbrot auf persische Art zubereitet werden.

Die einzelnen Regionalküchen werden manchmal auch grob nach Himmelsrichtungen unterteilt: Nord (unter anderem Dongbei, Xinjiang, Mandschu, mongolisch); West (unter anderem Sichuan, Yunnan, Hunan); Süd (unter anderem Kanton, Guangxi, Hongkong) und Ost (unter anderem Shanghai, Jiangsu, Zhejiang).
Eine weitere Möglichkeit ist die Einteilung in spezielle Küchen:
- Fangshan Palastküche – Küche des ehemaligen Kaiserhauses der Qing-Dynastie
- Konfuzianische Küche – Gerichte der Kong-Familie
- Tanjia-Küche – Gerichte der Tan-Familie – süß-salzig mit vielen Meeresfrüchten
- Formelle Bankett-Küche – Delikatessen der mandschurischen und chinesischen Küche
- Vegetarische Küche – Buddhistische oder Daoistische Gerichte aus religiösen Gründen
- Medizinale Küche – Gesundheitsküche – Gerichte der chinesischen Diätetik

Unterschieden wird auch noch nach den Bestandteilen und damit der Farbe in rotes Kochen (mit Sojasauce) und weißes Kochen. Eine Variante ist die Nyonya-Küche, eine Fusion-Küche, die chinesische Kochtraditionen vor allem mit malaiischen verbindet. Beheimatet ist sie in Malaysia, Singapur und Hongkong.

## Überblick

### Zutaten

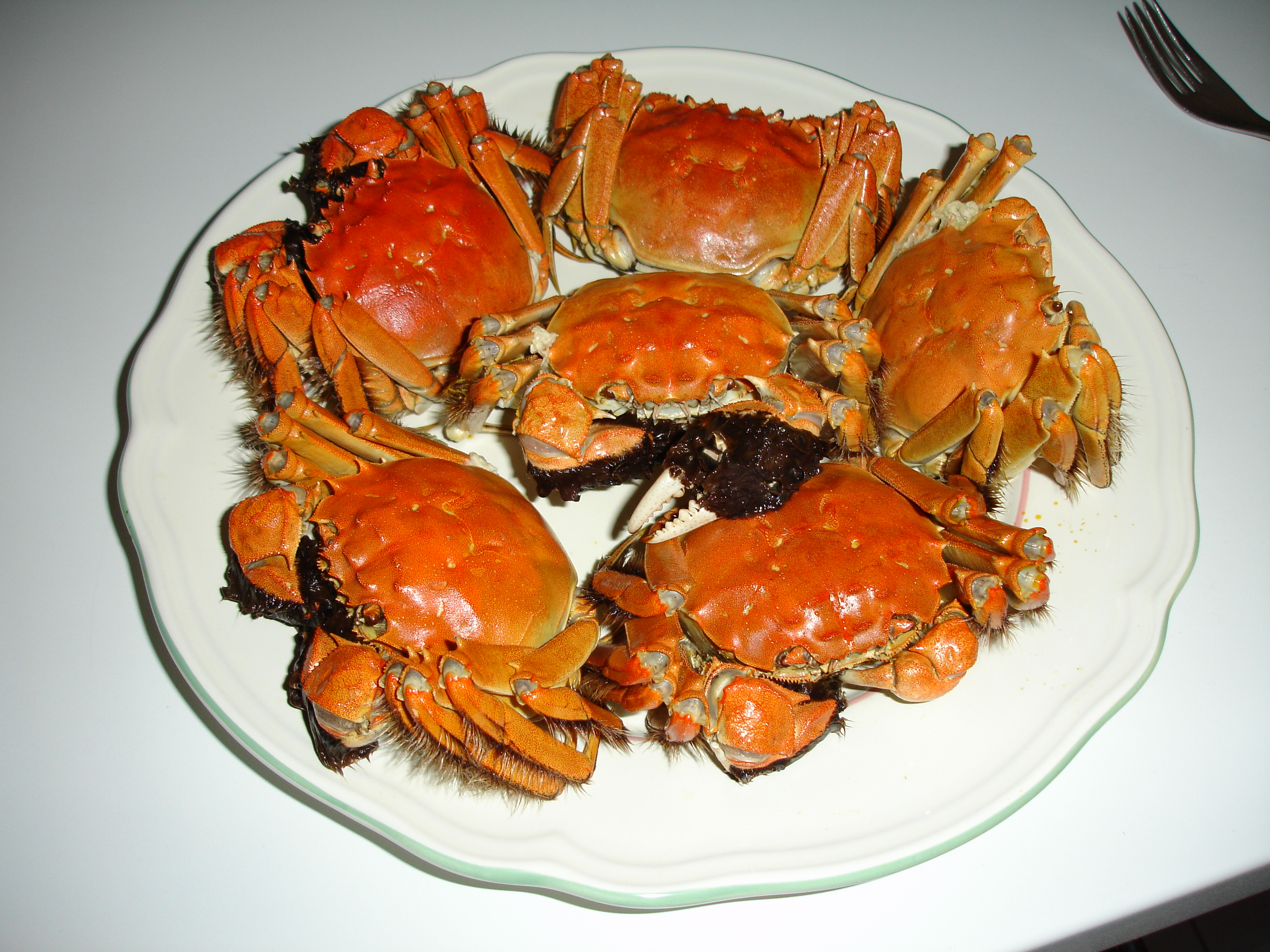
Gekochte Chinesische Wollhandkrabben

Viele Zutaten und Zubereitungsmethoden wurden von anderen asiatischen Kulturen übernommen, einige sind mittlerweile auch im Westen heimisch geworden. So kommen etwa Tofu, Sojasauce, Reiswein, grüner Tee und die Teezeremonie nicht aus Japan, sondern wurden aus China nach Japan gebracht. Ins Reich der Legenden gehört jedoch, dass Nudeln aus China nach Europa kamen: Nudelgerichte waren schon den Griechen und Etruskern bekannt.
Bis auf wenige Ausnahmen bei ethnischen Minderheiten Chinas ist allen chinesischen Küchen eines gemeinsam: die Abwesenheit von Milchprodukten. Grund dafür ist, dass in China, wie in den meisten asiatischen Ländern, die Laktoseintoleranz weit verbreitet ist.
Die beliebteste Fleischsorte ist Schweinefleisch, gefolgt von Huhn, Rind und Ente. Auch Lamm- und Schaffleisch ist durch den Einfluss der islamischen Minderheit populär. Das in einigen südlichen Regionen verzehrte Hunde- und Katzenfleisch ist vergleichsweise teuer und nur vereinzelt erhältlich.
Während im Norden traditionell Weizen das Grundnahrungsmittel darstellt, wird im Süden vorwiegend Reis gegessen. Auch wird weiter südlich schärfer gewürzt. Bekannt ist auch die Vorliebe der kantonesischen Küche für, nach europäischen Maßstäben, eher ausgefallene Zutaten, wie diverse Insekten, Schlangen oder Wildtiere.

### Gesamteindruck

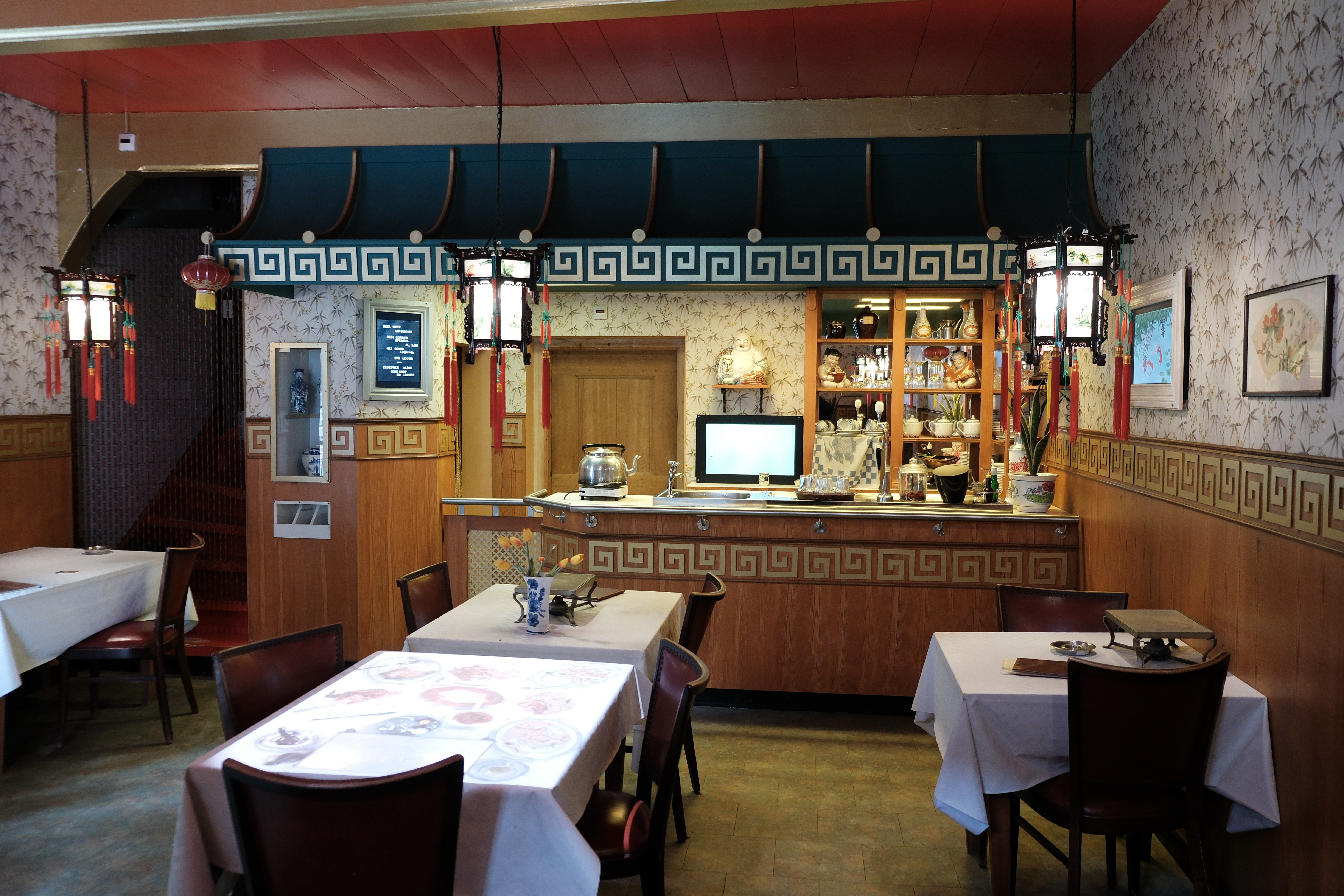
Ein typisches chinesisches Restaurant in Europa, etwa 1960er-Jahre. Eingerichtet im Nederlands Openluchtmuseum, Arnheim

Wichtig ist generell neben Farbe, Aroma und Würze die Konsistenz – Schwalbennester- und Haifischflossensuppe werden fast nur wegen ihrer Konsistenz gegessen und weil sie den Organismus kräftigen sollen – sowie der harmonische Gesamteindruck eines Gerichtes. Eine bedeutende Rolle spielen hierbei die Fünf Elemente:
- Holz entspricht sauer
- Feuer entspricht bitter
- Erde entspricht süß
- Metall entspricht scharf
- Wasser entspricht salzig

Das ist nur ein einfacher Einblick in dieses Konzept, welches auch andere Lebensbereiche durchdringt, und – neben der Einteilung in Yin- und Yang-Zubereitungen sowie Nahrungsmittel – die Grundlage für diverse Gesundheitsaspekte der Speisen darstellt. Auch sehr kalte Speisen sollten nach dieser Vorstellung eher gemieden werden, da sie dem Körper Energie rauben.
Yuan Mei, berühmter Poet während der Qing-Dynastie des 18. Jahrhunderts, schreibt dazu:

„Beim Auftragen der Speisen serviert man zuallererst die salzigen, danach die süßen Gerichte. Schwere Speisen vor leichten, trockene vor jenen in Brühe. Es gibt 5 Geschmäcke: salzig, sauer, scharf, bitter und süß, sie dürfen nicht alle mit salzigem Geschmack überdeckt werden. Man muss vorher wissen und verstehen, wann der Magen der Gäste ausreichend gefüllt ist und sich Müdigkeit einstellt. Dann müssen zur Anregung scharfe Speisen aufgetragen werden. Fürchtet man, die Gäste könnten zu viel Wein trinken, so sollten sie durch saure oder süße Saucen angeregt werden, um ebenfalls Müdigkeit zu lindern.“

### Küchenausstattung

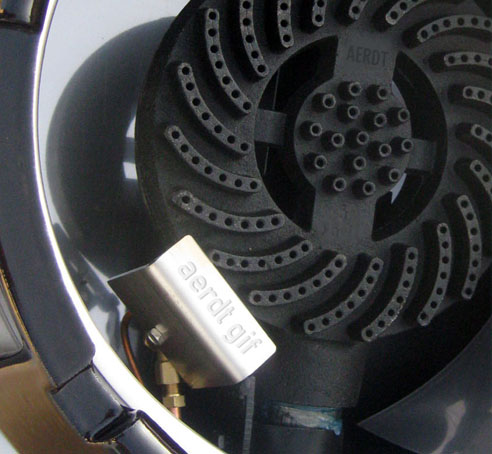
Brenner mit direkter Gasflamme eines Wok- oder Chinaherdes

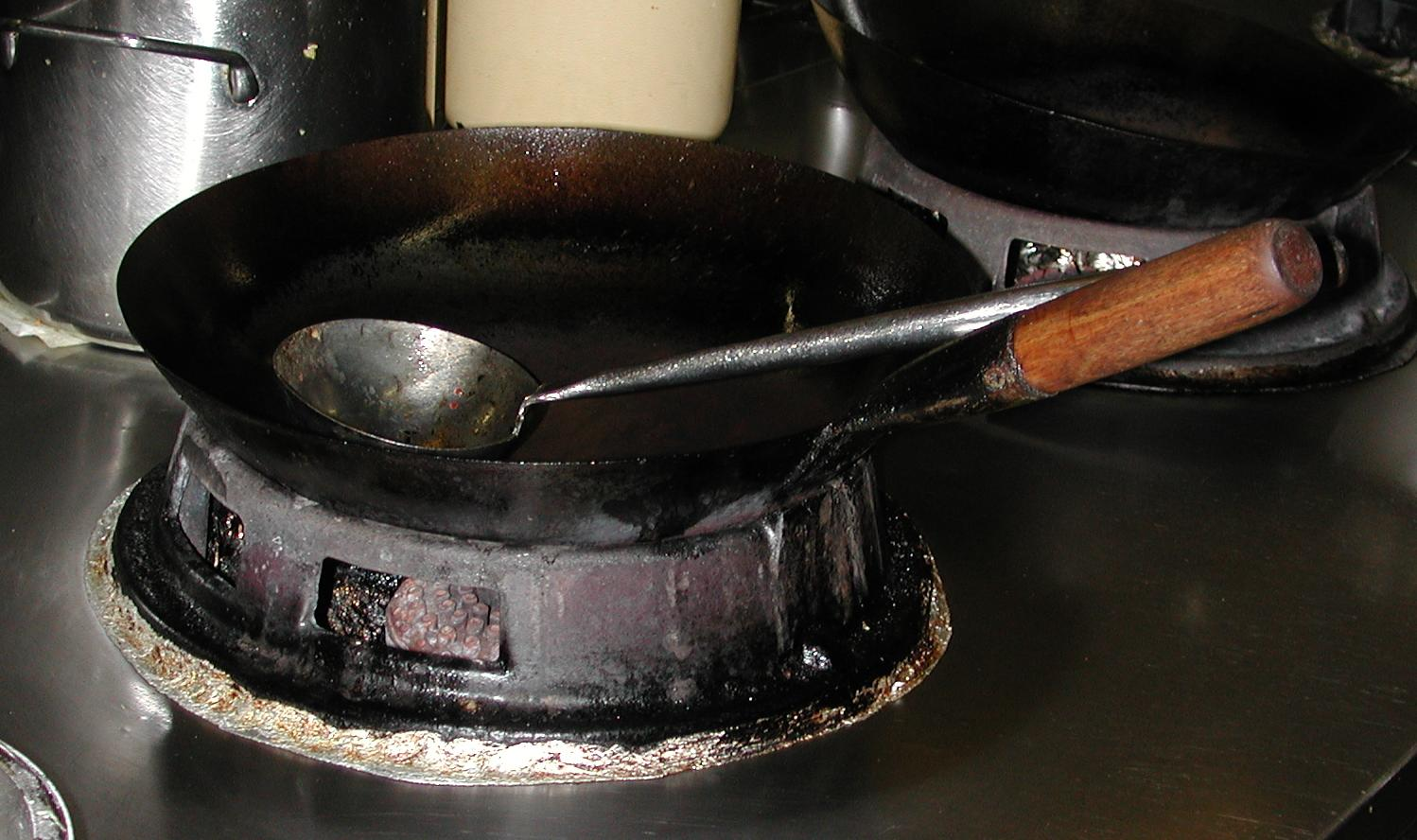
Ein Wok auf einem chinesischen Herd einer Gastronomie

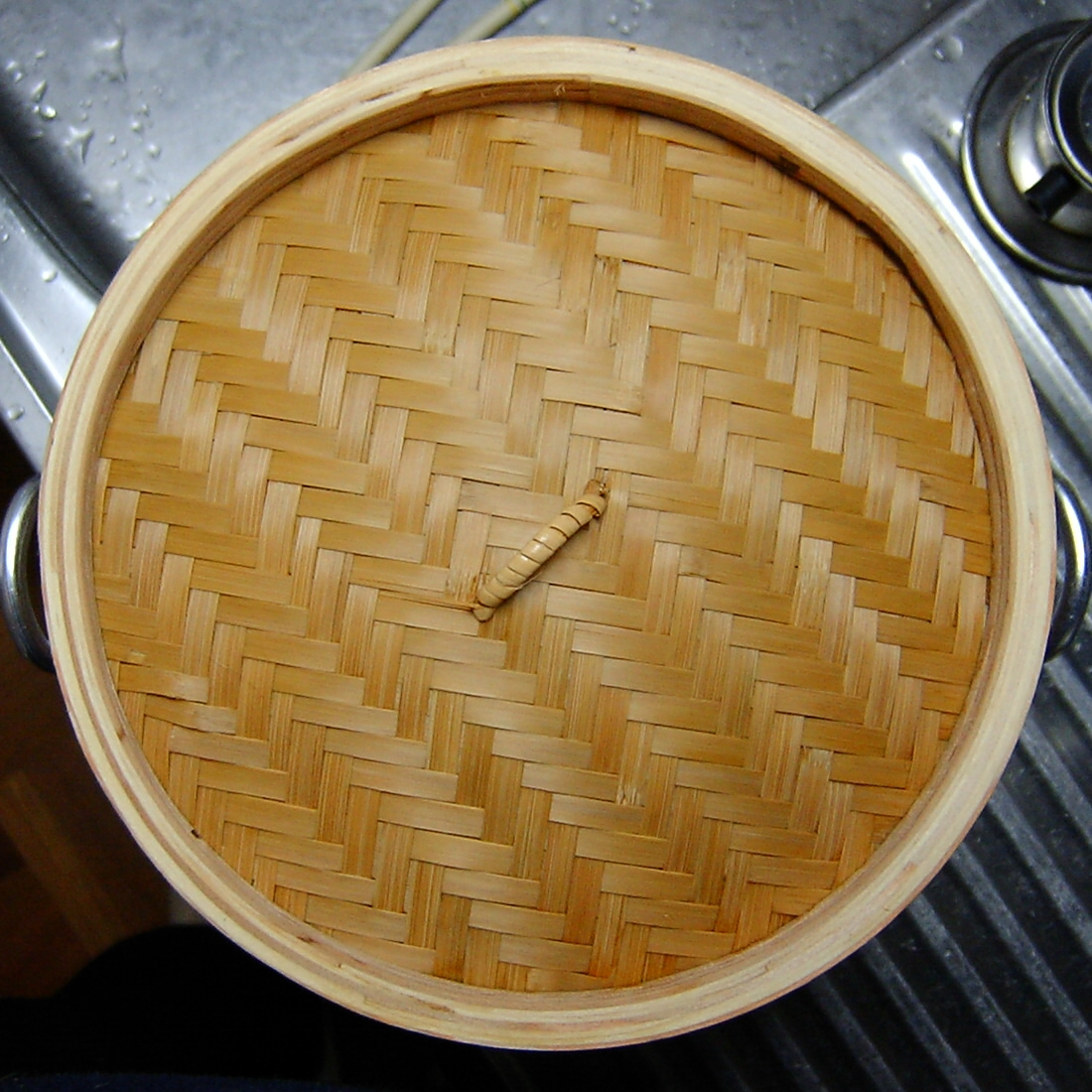
Typischer Bambuskorb zum Dämpfen

Die traditionelle Küchenausstattung im Privathaushalt besteht zumeist aus folgendem:
- Gemauerter Ziegelherd oder ein mobiler tonnenförmiger Tonherd
- Wok mit Messingseiher für Frittiertes.
- Chinesischer Pfannenwender aus Metall
- Bambuskörbchen als Dämpfeinsatz – siehe auch Dampfgarer.
- Verschieden große Tontöpfe, um Reis, Schmorgerichte oder Suppen zuzubereiten, siehe auch Römertopf oder Caquelon beim Schweizer Fondue. Heutzutage wird allerdings meist ein elektrischer Reiskocher verwendet.
- Großes rechteckiges Küchenmesser. Wie auch in der europäischen Küche gibt es eine Vielzahl von Schneidetechniken, die mit diesem einen Messer möglich sind.

Alles an der chinesischen Küche ist auf Ökonomie ausgerichtet, von der Art des Kochens und der Zubereitung bis hin zum Essen selbst. Der Wok ist die ideale Pfanne, um schnell und sparsam auf offenem Feuer kleingeschnittene Zutaten zuzubereiten. Der Wok, wie er in Europa gebräuchlich ist, hat nur sehr wenig mit dem asiatischen Original zu tun. In europäischen Küchen ist fast nie ein Brenner mit ausreichend großer und heißer offener Flamme mit 4 bis 8 kW Leistung verfügbar. Ein geeigneter Ersatz für den Wok ist somit eher eine Sauteuse oder eine große unbeschichtete Pfanne.

### Esskultur
Essen in China ist hauptsächlich eine kommunikative Angelegenheit. Die traditionellen Tischsitten unterscheiden sich erheblich von den europäischen. So ist es völlig üblich, zu schmatzen und zu schlürfen oder mit vollem Mund zu reden, manchmal sogar zu rülpsen. Es wird unbesorgt gelacht, laut geredet, und die Gäste oder ältere beziehungsweise angesehene Personen werden umsorgt, indem man ihnen die besten Stücke reicht, meist mit den eigenen Stäbchen, die sich im Übrigen von den japanischen unterscheiden – die chinesischen Essstäbchen sind etwas länger als die japanischen und haben ein stumpfes Ende und kein spitzes. Es ist auch durchaus üblich, sich bei Tisch Fleischreste zwischen den Zähnen mit dem Finger zu entfernen, während hingegen das Schnäuzen ein Tabu darstellt, zu dem man die Toilette aufsucht.
Neben den Stäbchen finden noch Löffel – meist aus Keramik – und beim mongolischen Feuertopf kleine Messingkörbchen mit langem Griff Verwendung. Messer und Gabel als Teil des Essbestecks waren früher nicht gebräuchlich. Im heutigen China bekommen allerdings mehr und mehr die international üblichen Tischmanieren Geltung, vor allem im Umfeld der urbanen Gastronomie und Gesellschaft. Eine Ausnahme stellt das Schlürfen von Suppen, Nudelspeisen – siehe auch Ramen – oder Flüssigkeiten dar, das durch die Form der in Asien gebräuchlichen Löffel begünstigt wird. Durch gleichzeitige Aufnahme von Flüssigkeit und Luft kommen Aroma und Geschmack der Speisen erst richtig zur Geltung, ähnlich wie bei der Verkostung von Wein.
Die Zutaten werden aufgrund der traditionellen Zubereitungsart vom Koch mundgerecht zerteilt. In den Restaurants wird viel Wert auf Optik und Aussehen der Speisen gelegt, aus Gemüse und Obst werden oft kleine Kunstwerke geschnitzt.
Beim Essen bestellt man in der Regel mehrere Gerichte. Reis muss gesondert bestellt werden und wird wie die Suppe oft als einer der letzten Gänge serviert.
Ein traditionelles Festmahl kann beispielsweise aus 4 Vorspeisen, 6 Hauptgängen und einer Suppe bestehen. Als letzter Gang wird oft Suppe gereicht, weil man die Vorstellung hat, damit die letzten Hohlräume im Magen auszufüllen.
Eine für viele Europäer in China überraschende Variante kann auch sein, dass die komplette Speisen-Bestellung in einem Zug auf den Tisch gelangt. Es liegt am Gast, dosiert und nacheinander zu bestellen; mit einem Mitdenken des Servicepersonals oder des Kochs zur zeitlich gestaffelten Speisen-Folge gemäß westlichen Erwartungen ist nicht zu rechnen, weil es beim chinesischen Essen keine zeitliche Speisenfolge nach europäischen Vorstellungen gibt.

### Regionale Unterschiede
In Südchina reicht man Reis zuallerletzt. Süße Desserts haben in der traditionellen chinesischen Küche keinen allzu großen Stellenwert – Ausnahme bildet hier die Kanton-Küche – und werden neben den anderen Speisen im Hauptgang verzehrt. Das änderte sich allerdings langsam in den letzten Jahrzehnten. Neben grünem Tee und Bier sind auch starke Spirituosen sehr beliebt, ebenso wie Trinkspiele. Wein hingegen ist weniger verbreitet, obgleich der Weinanbau regional auf eine lange Tradition zurückblicken kann. Er verträgt sich aber geschmacklich nur schlecht mit den intensiven Gewürzen, welche oft im Verhältnis zu Wein zu sehr dominieren.
Die traditionelle chinesische Küche zeichnet sich aufgrund ihrer kurzen Kochzeit durch eine gesunde Zubereitung aus und beinhaltet ein ausgewogenes Verhältnis von Fleisch, Gemüse und stärkehaltigen Speisen – Reis, Weizen oder andere Getreide. Daneben finden sich vor allem in den Städten Restaurants, die sich auf die Zubereitung bestimmter Zutaten und Gerichte spezialisiert haben – siehe Kanton-Küche.
Neben einigen Zutaten wie beispielsweise Tofu – Doufu, Sojasauce, Pak Choi, Kai-lan oder Mungosprossen sind diverse Gerichte der chinesischen Küche internationaler Standard geworden und ebenso international wie die Pizza. Darunter fallen etwa die Frühlingsrolle, Dim Sum, Pekingente und Schweinefleisch süß-sauer – selten Gulao Rou, 咕咾肉, auch: 古老肉,  gūlǎoròu. Chop Suey wurde durch chinesische Auswanderer in Kalifornien allgemein bekannt.

## Sitten

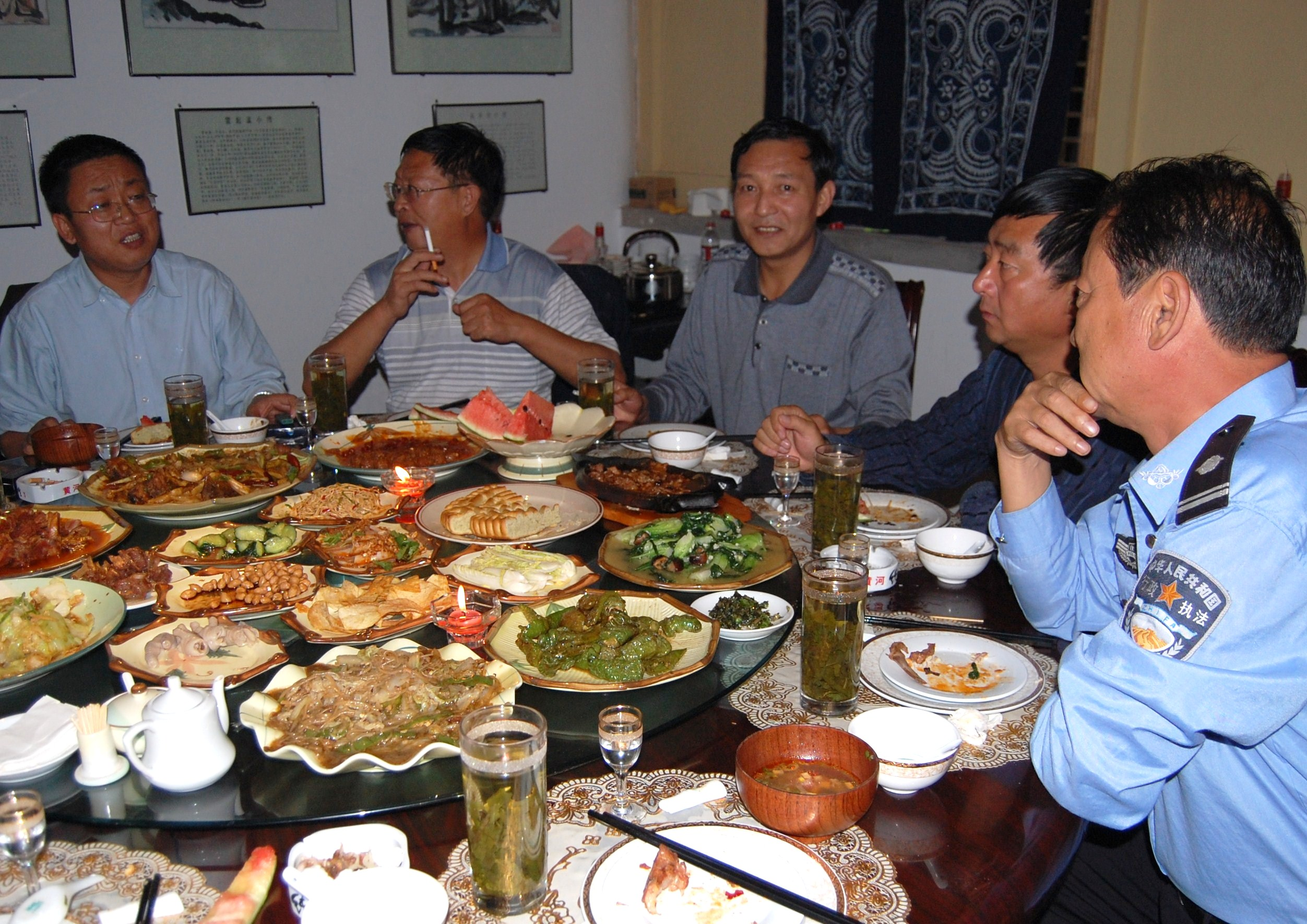
Chinesische Tafelrunde (mit grünem Tee und Schnaps)

In China wird in der Regel an runden Tischen gegessen und die Gerichte werden auf einer drehbaren Platte in der Tischmitte angeordnet. Die Ehrengäste sitzen links und rechts neben dem Gastgeber, der sich auch um das Nachschenken kümmert und den Ehrengästen besonders gute Stücke Fleisch oder Fisch auf den Teller legt.
Der Gastgeber ist immer bemüht, mehr Essen anzubieten, als die Gäste verspeisen können. Äßen die Gäste die gesamten Speisen auf, wäre dies ein Zeichen dafür, dass der Gastgeber zu wenig Essen aufgeboten hätte, was zu einem Gesichtsverlust des Gastgebers führt.
Beim Essen wird auch Alkohol konsumiert, wobei auch Trinkspiele beliebt sind. Grundsätzlich wird das Glas (üblicherweise 0,1 l) auf einen Zug geleert. Der übliche Trinkspruch lautet Gānbēi, was sinngemäß Prost bedeutet und wörtlich „Trockne das Glas“ bedeutet und hier durchaus auch wörtlich genommen wird. Klassische chinesische alkoholische Getränke sind der Reiswein, starker Schnaps und der chinesische Pflaumenwein. Später kam das populäre Bier hinzu. Die Bierherstellung wurde durch die deutsche Kolonie in Qingdao nachhaltig geprägt, wo sich auch heute noch eine Brauerei befindet. Der Weinkonsum ist in China eher unüblich, wird aber bei Chinesen der Mittelschicht und reichen chinesischen Familien – auch aus Prestigegründen – immer beliebter.